# امانوئل برتونی
امانوئل برتونی (انگلیسی: Emanuele Berrettoni؛ زادهٔ ۱۷ مهٔ ۱۹۸۱) بازیکن فوتبال اهل ایتالیا است.
از باشگاه‌هایی که در آن بازی کرده‌است می‌توان به باشگاه فوتبال هلاس ورونا، باشگاه فوتبال پروجا، باشگاه ورزشی لاتزیو، باشگاه فوتبال آسکولی، باشگاه فوتبال کاتانیا، باشگاه فوتبال کروتونه، باشگاه فوتبال ناپولی، و باشگاه فوتبال اسپال اشاره کرد.
وی همچنین در تیم ملی فوتبال زیر ۲۰ سال ایتالیا بازی کرده‌است.